# Fred Mandel
Fred Mandel (Estevan, 1953) é um músico canadense. É tecladista e guitarrista.

## Carreira
Mandel se envolveu com a música desde a sua infância. Começou a tocar piano aos quatro anos, e aos oito aprendeu a tocar violão. Em 1964, com onze anos, sua família mudou-se para Toronto, local no qual presenciou a ascensão de vários artistas importantes do rock, Jimi Hendrix, The Who e The Rolling Stones.
Suas primeiras contribuições como músico de estúdio ocorreram durante o final da década de 1970, com destaque a trabalhos do cantor Alice Cooper. Em 1979, Fred participou do álbum The Wall, da banda Pink Floyd.
Na década de 1980, Mandel foi convidado a trabalhar com o Queen como músico convidado, durante a turnê de divulgação do álbum Hot Space. A partir disso, sua boa relação com o quarteto possibilitou-o a participar como músico contratado nas gravações do disco The Works. Mandel tocou teclado em canções como "Man on the Prowl" e três singles do álbum, "Radio Ga Ga", "Hammer To Fall", e "I Want to Break Free" (o famoso solo de sintetizador nesta última, muitas vezes confundido com guitarra, é tocado por Mandel em um Roland Jupiter 8). Em projetos paralelos de músicos deste grupo, Mandel participou do Star Fleet Project do guitarrista Brian May e o álbum Mr. Bad Guy, de Freddie Mercury.
Fred Mandel ainda trabalhou em vários álbuns do cantor Elton John, do qual é fã.

## Discografia selecionada
Álbuns:
- The Domenic Troiano Band: Burnin' at the Stake (1977)
- Alice Cooper: The Alice Cooper Show (1977, ao vivo)
- Pink Floyd: The Wall (1979)
- Alice Cooper: Flush the Fashion (1980)
- Alice Cooper: Special Forces (1981)
- Brian May + Friends: Star Fleet Project (1983)
- Queen: The Works (1984)
- Freddie Mercury: Mr. Bad Guy (1985)
- Elton John: Ice on Fire (1985)
- Elton John: Leather Jackets (1986)
- Bernie Taupin: Tribe (1987)
- Elton John: Reg Strikes Back (1988)
- Elton John: Sleeping with the Past (1989)
- Supertramp: Some Things Never Change (1997)
- Queen: Queen on Fire – Live at the Bowl (2004; com materiais bônus)
- Philip Sayce: Peace Machine (2009)
- Anthrax: Anthems (2013)